# Jacksboro, Texas
Jacksboro är administrativ huvudort i Jack County i Texas. Enligt 2010 års folkräkning hade Jacksboro 4 511 invånare.

## Kända personer från Jacksboro
- Don Massengale, golfspelare